# تناتوپرازول
تناتوپرازول (انگلیسی: Tenatoprazole) یک کاندید دارویی برای مهارکننده پمپ پروتون است که برای رفلاکس ازوفاژیت و زخم معده به کار می‌رود.